# Austrotinodes talcanus
Austrotinodes talcanus is een schietmot uit de familie Ecnomidae. De soort komt voor in het Neotropisch gebied.